# Dragutin Unkelhäuser
Dragutin Unkelhäusser (Vukovar, 15. siječnja 1866. – Budimpešta, 20. veljače 1938.) bio je političar i pravnik.

## Život
Pravo i političke znanosti diplomirao je na sveučilištu u Cluju 1888. Nakon diplome zaposlio se u upravi. Između 1892. i 1895. radio je u Vukovaru, a potom je prešao u Ministarstvo trgovine. 1896. postao je tajnik u hrvatskom ministarstvu u Budimpešti. Između 1901. i 1904. radio je u Srijemskoj županiji, a nakon toga vratio se u hrvatsko ministarstvo. Služio je kao prvi doglavnik ministra za Hrvatsku, Gejze Josipovića, u hrvatskom ministarstvu u Budimpešti. Nakon toga preuzeo je dužnost podbana i predstojnika odjela za unutarnje poslove u kabinetu bana Slavka Cuvaja. Nakon što je Cuvaj imenovan kraljevskim povjerenikom te je nakon atentata na njega poslan na trajni dopust 20. prosinca 1912., Unkelhäusseru je povjerena uprava nad Kraljevinom Hrvatskom i Slavonijom do imenovanja Ivana Skerlecza novim povjerenikom 21. srpnja 1913. Između 1915. i 1917. bio je zamjenik zemaljskog poglavara Bosne i Hercegovine, no tu je dužnost napustio kako bi prihvatio položaj hrvatskog ministra u Budimpešti. 29. listopada 1918. Kraljevina Hrvatska, Slavonija i Dalmacija proglasila je nezavisnost te je napustio svoj položaj, koji je de facto prestao postojati. 2. studenoga ugarska vlada imenovala ga je hrvatskim banom u posljednjim kombinacijama prevencije raspada Translajtanije.

## Vanjske poveznice
- Unkelhausser otvara zračnu poštansku liniju Beč – Budimpešta, Dom i Sviet, 1. kolovoza 1918.